# HMS Carlisle (D67)
Pour les autres navires du même nom, voir HMS Carlisle.
Le HMS Carlisle est un croiseur léger de classe C en service dans la Royal Navy pendant la Seconde Guerre mondiale.
Le Carlisle est mis sur cale aux chantiers navals Fairfield Shipbuilding and Engineering Company de Govan (Glasgow) le 2 octobre 1917, il est lancé le 9 juillet 1918 et mis en service le 11 novembre 1918.

## Historique
Opérationnel le jour marquant la fin de la Première Guerre mondiale, le Carlisle disposait d'un hangar placé sous le pont afin de transporter des avions, mais cette option sera cependant abandonnée et il sera retiré ultérieurement. En 1919, le Carlisle rejoint le 5e escadre de croiseurs légers à Harwich. En mars, il appareille d'Harwich en compagnie de l'escadre pour rejoindre la Chine. Entre 1921 et 1929, le croiseur fait l'objet d'un radoub, servant ensuite dans l'Africa Station avec le 6e escadre de croiseurs. En février 1930, le Carlisle est amarré en cale sèche à Simon's Town, en Afrique du Sud, avant rejoindre une unité du 2e escadron de croiseurs de l'Atlantique (Home Fleet). Le 16 mars 1937, après avoir été relevé par le croiseur Neptune, le Carlisle retourne au Royaume-Uni où il est placé en réserve. À partir de juin 1939, il est modifié en croiseur antiaérien, avec notamment l'ajout de huit canons de 102 mm (4 pouces) QF Mk XVI et un canon "pom-pom" de 2 livres QF. Les travaux sont achevés en janvier 1940.
En avril 1940, pendant la campagne norvégienne, le Carlisle est affecté à l'escorte d'un convoi de troupes composé de la 148e brigade d'infanterie débarquant à Åndalsnes. La position allemande à Trondheim était menacée du nord et du sud (opération Sickle). En août, le Carlisle rejoint l'Eastern Fleet après la fin de ses essais en croiseur antiaérien. Il sert dans la région de la mer Rouge et du golfe d'Aden, prenant part à l'évacuation des troupes britanniques, des civils et des malades Berbères, en Somalie britannique, vers Aden avant qu'elle soit occupée par les troupes italiennes.
En mars 1941, le croiseur rejoint la Méditerranée pour prendre part à des escortes en tant que vaisseau AA du 15e escadron de croiseurs pour des convois d'Alexandrie à la Grèce (opération Lustre). Il est également impliqué dans la bataille du cap Matapan le 29 mars. En avril, il assiste l'évacuation des troupes de la Grèce vers la Crète et l'Égypte et au début du mois de mai, escorte divers convois. Le 22 du même mois, le Carlisle et le Calcutta renforcent l'escadre de l'amiral King afin d'aider à la destruction d'un convoi d'invasion allemand lors de la bataille de Crète. Au cours de l'affrontement, il est attaqué et endommagé lors d'une attaque aérienne au cours de laquelle son commandant, le capitaine Thomas Cloud Hampton, RN, est tué au combat. Le destroyer britannique HMS Kingston est venu l'assister, tandis que Carlisle continuait à engager l'ennemi. Le croiseur prend ensuite part aux opérations de sauvetage des survivants du SS Thistlegorm après son naufrage dans une attaque aérienne le 6 octobre 1941. En décembre, il reprend ses opérations d'escorte de convois entre Alexandrie et Malte, tout en étant chargé de soutenir le navire de ravitaillement auxiliaire de 9 776 tonnes, le HMS Breconshire.
Le 20 mars 1942, le Carlisle escorte donc le navire ravitailleur qui transporte près de 5 000 tonnes de carburant. Dans les jours suivants, l'escorte - commandé par l'amiral Vian - et le convoi sont attaqués par les navires de la Regia Marina et l'aviation de l'Axe, subissant de lourdes pertes. Le 23 mars, le convoi britannique arrive enfin dans le port de La Valette, mais seuls les cargos Talabot et Pampas arrivent sain et sauf car, malgré la victoire navale de la veille, le cargo SS Clan Campbell est coulé par l'aviation de l'Axe à 20 miles du port ; le pétrolier Breconshire est lui aussi endommagé dans l'attaque, l'empêchant d'atteindre le port. Il sera néanmoins remorqué jusqu'à l'île quelques jours plus tard.
En juillet 1943, le Carlisle sert d'escorte à la force de soutien pour les débarquements alliés en Sicile. En septembre-octobre, pendant la contre-attaque allemande en mer Égée, le Carlisle rejoint la zone sud du Pirée avec les destroyers Panther et Rockwood afin d'intercepter les convois allemands dans le détroit de Kárpathos. Le 9 octobre 1943 dans la zone, les trois navires sont repérés et attaqués par les bombardiers en piqués Ju 87 de la Luftwaffe qui coulent le Panther et endommagent sérieusement le Carlisle à la position 35° 48′ N, 27° 36′ E. Le croiseur est remorqué jusqu'à Alexandrie par le Rockwood, où il est déclaré irréparable. Le croiseur reste amarré au port jusqu'à la fin de la guerre, étant rayé des listes de la marine en mars 1944. Il est démoli à Alexandrie entre 1948 et 1949.
L'insigne du Carlisle peint sur le côté du mur de la cale sèche de Selborne à Simon's Town est encore visible aujourd'hui.